# Гвоздикова, Инга Михайловна
Инга Михайловна Гвоздикова (род. 1937) — советский и российский историк, научный сотрудник Института истории, языка и литературы УНЦ РАН. Кандидат исторических наук (1982). Заслуженный работник культуры Республики Башкортостан (1998).

## Биография
Окончила МГУ (1959). Работала завотделом ЦГА БАССР. С 1971 года — в ИИЯЛ (Институт истории, языка и литературы), с 1988 года  — старший научный сотрудник.
Учёный секретарь Южно-Уральского отделения Археографической комиссии РАН. Автор более 100 научных работ по социально-экономическому развитию Башкортостана во 2-й половине XVIII — 1-й половине XIX веков, Крестьянской войне 1773—1775 годов, жизни и деятельности Салавата Юлаева, истории Оренбургского казачьего войска и Уральского казачьего войска.. Награждена орденом Салавата Юлаева (2000).